# مگزین (آرکانزاس)
مگزین (آرکانزاس) (به انگلیسی: Magazine, Arkansas) یک شهر در ایالات متحده آمریکا با جمعیت ۹۱۵ نفر است که در آرکانزاس واقع شده‌است.

## موقعیت جغرافیایی
موقعیت جغرافیایی شهرها و مناطق اطراف به شرح زیر است: